# Майнър
Окръг Майнър (на английски: Miner County) е окръг в щата Южна Дакота, Съединени американски щати. Площта му е 1481 km², а населението - 2228 души (2017). Административен център е град Хауърд.